# Сиказве, Джанни
Джа́нни Сика́зве (англ. Janny Sikazwe, 26 мая 1979) — замбийский футбольный арбитр.

## Карьера
Рефери высшего дивизиона Замбии, получил международный статус в 2007 году.
В январе 2012 году был избран из CAF для Кубка африканских наций 2012, первый в своей карьере, на котором обслуживал матч группового этапа.
В январе 2013 года вновь был избран для Кубка африканских наций 2013 и снова обслуживал матч группового этапа.
В октябре 2013 года он обслуживал один из пяти стыковых матчей в зоне АФК за выход на чемпионат мира 2014, а именно встреча между сборными Буркина-Фасо и Алжира.
В январе 2015 выбран для обслуживания матчей Кубка африканских наций 2015. В ходе турнира обслуживал встречу группового этапа и один четвертьфинал, а также был назначен в качестве четвёртого арбитра на финал.
В октябре 2015 года был избран ФИФА для обслуживания матчей юношеского чемпионата в Чили.
В декабре 2016 года избран ФИФА как один из арбитров Клубного чемпионата мира 2016. На турнире сначала обслужил матч плей-офф за выход в четвертьфинал, а затем был назначен и на финал турнира 18 декабря 2016 года, где встретились японский Касима Антлерс и испанский Реал Мадрид. Сиказве стал первым главным арбитром из Африки, который судил финал официального турнира ФИФА за последние 18 лет, когда марокканец Саид Белькола судил финал чемпионата мира во Франции-1998.
В январе 2017 года попал в список арбитров на Кубок африканских наций 2017, где обслуживал две встречи группового этапа, четвертьфинал и финал между Египтом и Камеруном.
В апреле 2017 года ФИФА включила Сиказве на молодежный чемпионат мира в Южной Корее.
В 2018 году решением ФИФА избран главным арбитром для обслуживания матчей чемпионата мира в России.
В мае 2022 года ФИФА назначила его одним из 36 главных судей чемпионата мира по футболу 2022 года в Катаре.

### Чемпионат мира 2018 года
| Стадия         | Дата         | Место     | Команда 1 | Команда 2 | Результат |
| -------------- | ------------ | --------- | --------- | --------- | --------- |
| Групповой этап | 18 июня 2018 | Сочи      | Бельгия   | Панама    | 3:0 (0:0) |
| Групповой этап | 28 июня 2018 | Волгоград | Япония    | Польши    | 0:1 (0:1) |

### Чемпионат мира 2022 года
| Стадия         | Дата           | Место                     | Команда 1 | Команда 2 | Результат | Предупреждён | Red card | Пенальти |
| -------------- | -------------- | ------------------------- | --------- | --------- | --------- | ------------ | -------- | -------- |
| Групповой этап | 23 ноября 2022 | Ахмед бин Али, г.Эр-Райян | Бельгия   | Канада    | 1:0 (1:0) | 3 - 2        | 0 - 0    | 0 -      |